# Ký sinh tùy ý
Ký sinh tùy ý (tiếng Anh: facultative parasite) là một sinh vật có thể thực hiện hoạt động ký sinh, nhưng không cần hoàn toàn dựa vào bất kỳ vật chủ nào để hoàn thành chu trình sống của nó. Ký sinh tùy ý có mặt ở toàn bộ sinh giới, từ vi sinh đến thực động vật.
Hầu hết các ký sinh tùy ý là ngoại ký sinh trùng (ectoparasite).

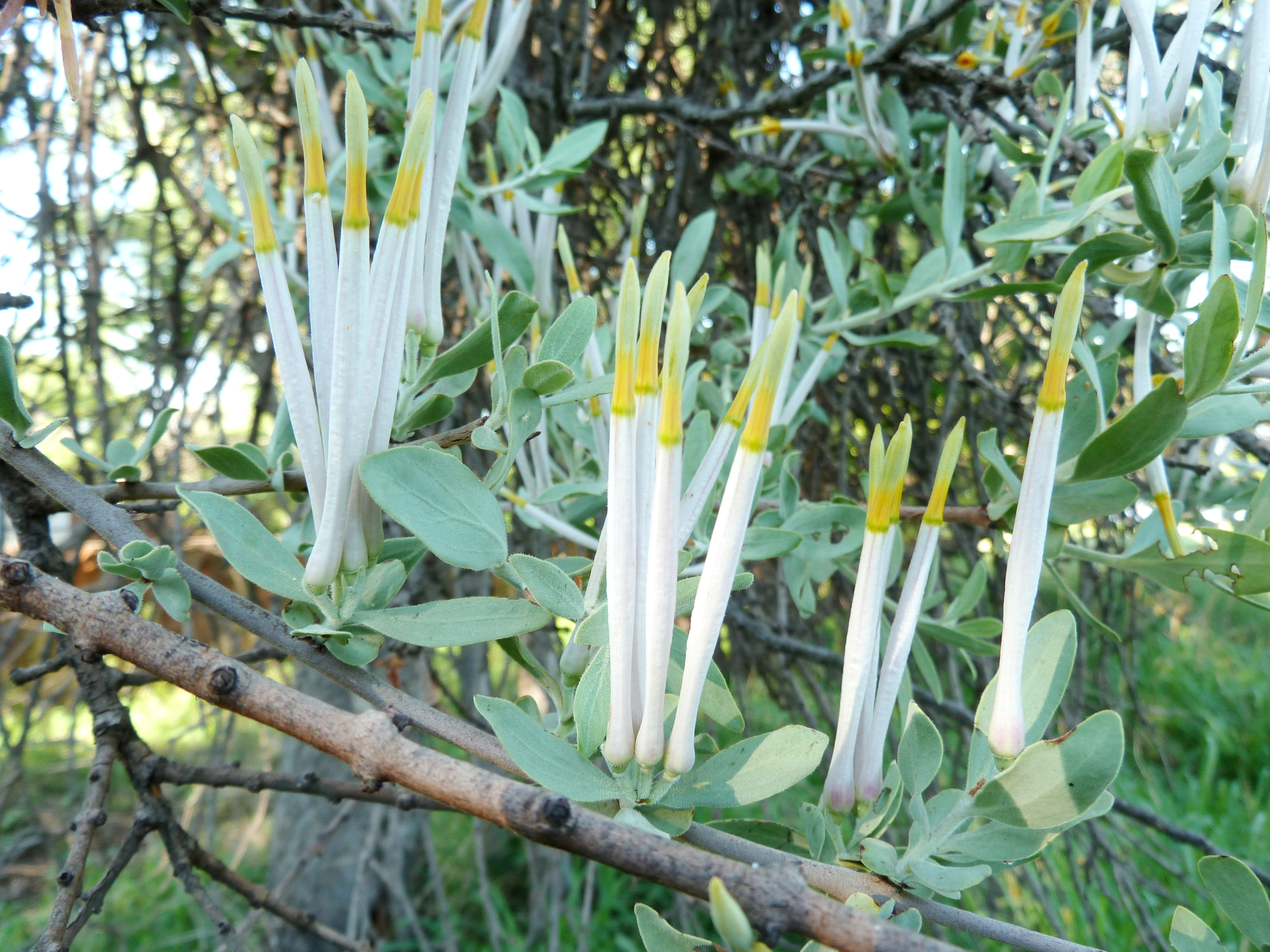
Nụ cây tầm gửi Agelanthus natalitius subsp. zeyheri, mọc trên cây Acacia caffra, tại Seringveld gần Pretoria, Nam Phi

## Thực vật ký sinh
Ví dụ về ký sinh tùy ý là các loài nấm, chẳng hạn như các thành viên trong chi Armillaria. Các loài Armillaria ký sinh trên cây sống. Nhưng nếu cây chết, dù là do hậu quả của nấm hay không, thì nấm tiếp tục ăn gỗ mà không cần thêm hoạt tính ký sinh. Một số loài thậm chí có thể ăn gỗ chết mà không có hoạt động ký sinh nào cả. Như vậy, mặc dù chúng cũng là những tác nhân sinh thái quan trọng trong chu trình dinh dưỡng do sự phân hủy của vi sinh vật, nấm trở thành có vai trò của chúng như là các tác nhân phân hủy các gỗ mục .
Tương tự, các loại cây xanh như các loài thuộc chi Rhinanthus và Osyris compressa (Colpoon)  có thể phát triển độc lập với bất kỳ vật chủ nào, nhưng khi có cơ hội chúng sẽ ký sinh, bám vào những gốc rễ của cây xanh lân cận.
Phần lớn cây trong họ Tầm gửi (Loranthaceae) là loại ký sinh tùy ý hay bán ký sinh. Họ này có khoảng 75 chi với 1.000 loài cây thân gỗ. Chúng có diệp lục để quang hợp và tự dưỡng, bám vào thân cây khác .

## Động vật ký sinh
Chấy, rận, ve, bọ chét... là các côn trùng sống trên da, lông, tóc,... của vật chủ.

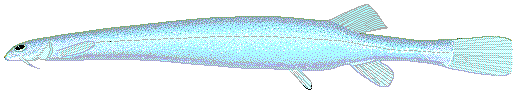
Cá Candiru

Cá Candiru, tên khoa học Vandellia cirrhosa, còn được gọi là cañero, là một loài cá da trơn nước ngọt sống ký sinh tùy ý thuộc họ Trichomycteridae nguồn gốc ở lưu vực sông Amazon, nơi nó được tìm thấy tại các nước Bolivia, Brasil, Colombia, Ecuador và Peru. Chúng tìm và hút máu động vật khác, kể cả người. Có một trường hợp được lập hồ sơ về một con candiru chui vào hệ thống tiết niệu của con người, diễn ra tại Itacoatiara, Brasil vào năm 1997.
Trong các loài động vật, các loài ký sinh ăn cướp thường có thể sống sót bằng cách tự săn bắt, thu nhặt xác thối, hoặc cướp mồi của các động vật khác. Đối tượng bị cướp có thể là khác loài hoặc cùng loài . Những hành vi như vậy thường xảy ra ở những loài như sư tử, linh cẩu, và cả những loài côn trùng như "ruồi Jackal" trong họ Milichiidae (ruồi).
Một số nhóm hoặc cá nhân của loài người cũng thực hiện hành vi cướp bóc, và có thể được xếp một ghế trong hội ký sinh ăn cướp.

## Vi khuẩn ký sinh
Các vi khuẩn thông thường có thể sống một cách tự nhiên dưới dạng các ký sinh trùng thực thể trong các sinh vật khác, nhưng cũng có thể sống tự do.
Một ví dụ về vi khuẩn ký sinh là trùng Naegleria fowleri ở người . Theo nguyên tắc, loài amoeboid này là một loài ăn thịt tự do sống trên các vi khuẩn, nhưng thỉnh thoảng nó thành công lây nhiễm vào người như một nội ký sinh trùng và thường được gọi là "amip ăn não" .